# Torre Scotstarvit

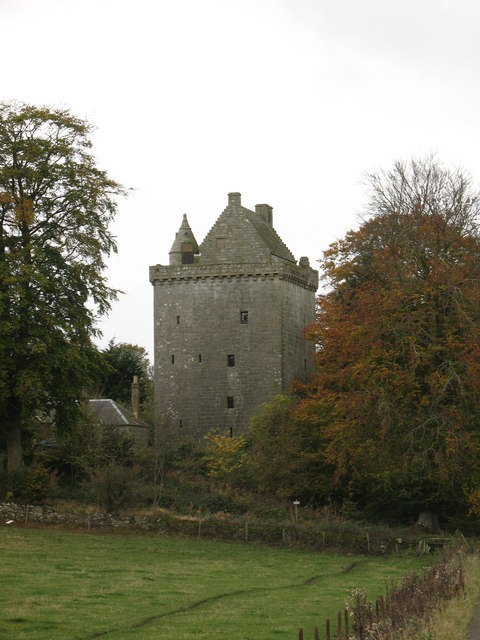
Torre Scotstarvit, Escócia.

A Torre Scotstarvit (em inglês:  Scotstarvit Tower) é uma torre do século XVI localizada em Ceres, Fife, Escócia.

## História
Foi construída entre 1550 e 1579.
Encontra-se classificada na categoria "A" do "listed building" desde 12 de janeiro de 1971.